# Dair-e Gačin
Dair-e Gačin (perz. دیرگچین, dosl. gipsani hospicij) je veliki karavan-saraj u Iranu smješten uz povijesni put između Raja i Isfahana odnosno uz suvremenu cestu između Garmsara i Koma, oko 60 km južno od glavnog grada Teherana. Najstariji ostaci građevine datiraju se u sasanidsko razdoblje (3. − 7. st.), a obnavljana je za vrijeme vladavine seldžučke (11. − 12. st.) i safavidske dinastije (16. − 18. st.). Zbog impozantne veličine, funkcionalnih specifičnosti i kontinuiranog korištenja tijekom starog, srednjeg i novog vijeka, Dair-e Gačin se često naziva „majkom svih iranskih karavan-saraja”.

## Povijest
Karavan-saraj se spominje u djelima najranijih islamskih zemljopisaca, ponekad pod arapskim imenom Dair al-džes. Prema Kaisu Raziju, naziv Dair-e Gačin koji podrazumijeva gipsani hospicij temelji se gipsanoj kupoli koja je nekoć bila dijelom kompleksa. Istahri i Ibn Havkal karavan-saraj spominju u kontekstu fortifikacije izgrađene od pečene opeke i gipsa, te navode da je unutar zidina postojala česma sa slanom vodom odnosno dvije kružne cisterne s pitkom vodom izvan zidina. U blizini karavan-saraja bio je smješten i garnizon, vjerojatno zbog osiguranja prometnica između planina Kuh-Siaha na istoku i Kuh-e Karkasa na zapadu koje su prema pisanju Nezama al-Molka često bile metom pljačkaških napada. U Modžmal al-tavarihu, zbirci legendi i priča s početka 12. stoljeća, Dair-e Gačin se povezuje i s iranskom mitologijom odnosno mjestom na kojem je zmaj ubio Bahmana, legendarnog iranskog vladara koji se spominje i u Firdusijevoj Šahnami.
Abu Dolaf, Jakut, Kazvini i Balasani gradnju karavan-saraja pripisuju sasanidskoj dinastiji (3. − 7. st.); prva trojica navode da je podignut za vrijeme vladavine Ardašira I. (vl. 224.−240.) kojeg imenuju Kerd-Ardaširom, dok primjerice Balasani (r. Komi) pripisuje izgradnju Hozroju I. Anuširvanu (vl. 531.−579.). Zbog oprečnog datiranja od strane ranoislamskih zemljopisaca, suvremeni stručnjaci prepostavljaju da je karavan-saraj izgrađen početkom 3. odnosno obnovljen sredinom 6. stoljeća.
Tijekom islamskog razdoblja karavan-saraj obnavljan je još najmanje dvaput: prvo za vrijeme vladavine seldžučkog sultana Ahmada Sandžara (vl. 1118.−1157.) čiji je vezir Abu Naser Ahmad Kaši bio zadužen za popravak ceste između Raja i Koma odnosno rekonstrukciju susjednog sela Kadža, te drugi put tijekom safavidske vladavine prilikom čega je većina starih svodova rastavljena i zamijenjena novima. Safavidske graditeljske intervencije primjetne su po korištenju manjih opeka (25 x 25 x 5 cm) u odnosu na sasanidske blokove veličine 36 x 36 x 8 cm. Velik broj potonjih starovjekovnih opeka ostavljen je u neposrednoj blizini karavan-saraja i korišten je za izgradnju susjednih objekata.
Tijekom 19. stoljeća Dair-e Gačin gubi na značaju zbog ubrzane modernizacije iranske prometne infrastrukture i sljedećih stotinu godina biva u potpunosti zapušten, a propadanju građevine doprinijelo je i lokalno ruralno stanovništvo koje je karavan-saraj koristilo kao staju. Povijesna vrijednost kompleksa prepoznata je u listopadu 2004. godine kada je uvršten na popis iranske kulturne baštine, a tri godine kasnije njegova šira okolica proglašena je Nacionalnim parkom Kavir. Iste godine započeo je opsežni proces arhitektonske konzervacije za koji se godišnje izdvaja između 70 i 100 tisuća USD, s ciljem da se karavan-saraj tijekom 2010-ih preobrazi u turističko odredište odnosno mjesto za održavanje kulturnih manifestacija.

## Arhitektura
Karavan-saraj Dair-e Gačin jedan je od najvećih u Iranu; približnih je dimenzija 110 x 110 m i ima površinu od oko 12.000 m². Tlocrtno je oblikovan kao kvadratična tvrđava s kružnim kulama na uglovima i dvije poluelipsaste kule uz glavni ulaz na južnom zidu. Nad njihovim pristupnim hodnicima nalaze se originalni sasanidski svodovi paraboličnog poprečnog presjeka, isto kao i kupole pod kulama. S druge strane, kupole pod ulaznim kulama elipsastog su tlocrta što je neobična karakteristika u iranskoj arhitekturi. Unutar zidina nalazi se veliko dvorište s četiri ajvana raspoređenim na središnjim osima, 40 introvertnih soba s nasvođenim trijemom, niz konjušnica sa 66 uzdignutih niša za spavanje, te četiri kutne prostorije različitih funkcija. Krovovi nad sobama i konjušnicama sastoje se od manjih segmentnih kupola poslaganih u tri reda. Raspored Dair-e Gačina sličan je drugim iranskim karavan-sarajima iz islamskog razdoblja, no danas je teško utvrditi koliko je elemenata izvornog sasanidskog podrijetla odnosno koliko je seldžučkih rekonstrukcijskih intervencija.
- Kula
- Detalj zida
- Ulaz
- Ajvan
- Krov i dvorište

Osim uobičajenih prostorija za karavan-saraje, Dair-e Gačin odlikuju neke netipične karakteristike kao što su četiri kutna prostora posve različitih konstrukcija i funkcija. Na sjeverozapadnom uglu nalazio se mlin, a na jugozapadnom maleno dvorište s kupaonicom i kuhinjom. Sjeveroistočno zdanje izgrađeno je kao privatni apartman namijenjen za plemstvo, a Balasani navodi da se njime služio i sam safavidski vladar Ismail I. (vl. 1501.−1524.) prilikom pohoda iz Farsa prema Firuzkuhu i Mazandaranu. Apartman ima površinu od približno 200 m² i sadrži 11 prostorija introvertno orijentiranih prema oktogonalnom atriju. Na jugoistočnom uglu nalazila se džamija kvadratičnog tlocrtnog oblika s mihrabom uz južni zid. Središnji dio džamije sadrži četiri masivna stupa izgrađena od sasanidskih velikih opeka, dok izvorni bačvasti svodovi nisu sačuvani odnosno zamijenjeni su islamskim šiljastim svodovima. S obzirom na to da je džamija organizirana kao čahartak, stručnjaci pretpostavljaju da se ondje u starom vijeku nalazio zoroastrijski hram vatre sa središnjom kupolom.
U neposrednoj okolici karavan-saraja nalaze se arheološki ostaci više popratnih zgrada. Na zapadnoj i sjevernoj strani nalaze se dvije kružne cisterne (ab anbari) koje spominju ranoislamski zemljopisci; prva je u funkciji i dan danas, a druga je u ruševinama. Obje su nasvođene velikim sasanidskim opekama. Humci raspoređeni relativno pravocrtno na podjednakim razmacima svjedoče i o korištenju kanata − voda se dopremala iz doline sezonskog potoka Rud-e Šura udaljenog oko 1,5 km prema zapadu. Slanost vode u karavan-sarajskoj česmi koju spominju srednjovjekovni autori nije iznenađujuća s obzirom na to da se nekoliko kilometara dalje nalaze dva velika slana jezera − Namak i Hovz-e Soltan. Uz ruševine sjevernog ab anbara nalazi se ostaci manje neidentificirane građevine kvadratičnog tlocrta za koju se pretpostavlja da je služila za pečenje opeka. Oko 250 m jugoistočno od karavan-saraja nalaze se ostaci velikog garnizona s grobljem. Ovaj kompleks pravokutnog je tlocrta odnosno približnih dimenzija od 180 x 300 m, opasan je bedemom visokim 3-4 m i građen je većinom od ćerpiča. Uz fortifikacije je postavljeno 12 manjih kula, četiri na uglovima i po dvije na svakoj od četiri strane. Za razliku od susjednog karavan-saraja kojem se pristupa s juga, ovom se kompleksu pristupalo sa sjevera o čemu svjedoče ostaci portala tj. lukovi. Glavna građevina ovog kompleksa bila je smještena uz zapadni zid, a niz identičnih prostorija s nišama svjedoči da je riječ o vojničkim spavaonicama.
- Unutrašnji svodovi
- Očuvani ab anbar
- Garnizon
- Ostaci lukova
- Prostorije garnizona

## Poveznice
- Karavan-saraj
- Sasanidsko Perzijsko Carstvo